# Onthophagus tricornis
Onthophagus tricornis är en skalbaggsart som beskrevs av Christian Rudolph Wilhelm Wiedemann 1823. Onthophagus tricornis ingår i släktet Onthophagus och familjen bladhorningar. Inga underarter finns listade i Catalogue of Life.